# Oriolus szalayi
La oropéndola papú (Oriolus szalayi) es una especie de ave paseriforme de la familia Oriolidae endémica de Nueva Guinea y las islas Raja Ampat.

## Distribución y hábitat
Se la encuentra en Nueva Guinea, el archipiélago Raja Ampat y otras islas menores aledañas. Su hábitat natural son las selvas tropicales y los manglares tropicales.